# 台灣全民廣播電台
台灣全民廣播電台股份有限公司（英語：News98 Radio Station，簡稱：九八新聞台、英語：News98），是台灣台北市唯一的地方廣播電台，收聽範圍為桃園以北。台呼是「時時刻刻報新聞，聽見全世界」。

## 歷史
台灣全民廣播電台原來是前民主進步黨立法委員張俊宏成立於1993年7月22日，後來被張俊宏出售、由趙少康擔任總顧問；因為頻率在調頻98.1 MHz，因此命名為News98，而開播時間則改為1999年9月8日。總台位於在台北市中正區羅斯福路二段「大都市國際中心」。News98的標誌（日與月）是霍榮齡設計。
News98以新聞與財經理財節目為主，新聞評論節目為輔。2012年，News98中文名稱定為「九八新聞台」。
2016年2月28日起，節目改版，《非耀不可》、《一點照新聞》、《愛你22小時》、《阿貓阿狗逛大街》等節目停播，《九點強強滾》改為週一到週五19:00播出，節目改名為《19點強強滾》；平日的《整點新聞》改為7點到21點播出，週末《整點新聞》改為週六、週日12點到18點，每天22點、23點、24點的整點新聞取消播出。
2017年3月4日起，停播週末《整點新聞》，同月6日起，停播整點新聞後的「即時路況」。8月起平日的《整點新聞》改為7點到19點播出。
2017年9月9日起，因和中廣新聞網策略結盟；決定裁撤新聞部資遣全部11位記者和多數編輯與主播，停止所有採訪工作；只剩5位主播播報平日整點新聞至2024年12月，新聞則來源自中廣新聞網、中央社稿件。
2018年7月2日起，調整部分節目內容；轉型為財經資訊台。平日16點改播《金融曼哈頓》、《股市羅賓漢》（飛碟聯播網的真善美電台、南台灣之聲同步播出）；23點播出《士大夫談知識》。
2019年3月13日起，自中華電信hinet網頁下架，使用現在的線上收聽平台。
2021年5月17日~7月9日，因應台灣嚴重特殊傳染性肺炎疫情三級警戒；主播群採分流播音，
2021年11月1日，在《小董真心話》直播時，《九八新聞台》的YouTube頻道突然被停權。
2024年12月31日，1900整點新聞播畢後 原任主播劉佳娜等5人全數遭資遣離職。
2025年1月1日，由中廣新聞網主播群接手播報平日整點新聞；形成中廣新聞網和NEWS98「一套人馬 兩塊招牌」運作方式。

## 間隙節目
- 交通安全一定強：週一至週五07:54、18:54播出（該單元與交通部公路局共同製播）。

## 新聞主播
- 林映妤
- 王俞凱
- 廖嘉嘉
- 戚海倫(中廣主播記者群兼任)

## 主持人
- 陳鳳馨
- 董智森
- 楊照
- 葉芷娟
- 張大春
- 張曼娟
- 阮慕驊
- 楊靜宇
- 呂秋遠
- Jackson
- Katy
- 姚舜
- 戚海倫
- 鍾沛君
- 李德瑜
- 簡詩敏

## 已停播節目
- MTV音樂瘋（和MTV合作）
- 午安台灣
- 李慶安 News Box
- Goodmorning Taiwan
- 張牙舞爪過週末 / 張景為
- 美食報報報
- 新鮮晚報
- Movie Goer
- Ruby's Talk
- 遊走閒逛
- 生活ＤＮＡ / 黃薇
- 說書人張大春
- 政經龍捲風
- 政經12點 / 鄭弘儀
- Goodevening
- 好健康星期六
- 銀色 Spotlight / 袁永興
- 日月神叫 / 趙自強 & 郎祖筠
- Do Re Mi 亮范店 / 劉亮佐 & 范瑞君
- 嘻哈喬治 / 張兆志
- 九八夜線
- 拂曉時刻
- News98 12點新聞（週一至週五播出）
- 吹吹音樂風 / Tracy
- 音樂大街 / Tracy→詩瑋
- 愛你22小時 / 王文華
- 週日薇薇笑 / 徐薇
- 運動痛快報 / 李雲翔
- 科技98 / 林之晨
- 阿貓阿狗逛大街 / 林清盛
- 一點照新聞 / 楊照
- 非耀不可 / 劉駿耀
- 音樂didadi / 李欣芸
- 爵士Taxi / 程港輝
- 兩岸新連線 / 魯智淺
- 將你放出來 (Johnny Fun出來) / Johnny
- 九點強強滾 (19點強強滾) / 趙自強
- 今夜不設限、真情會客室  /林玉輝
- 鄧惠文時間/ 鄧惠文
- 愛吃愛生活/ 許心怡
- 98愛報報/ 方詩瑋
- 音樂543 、音樂五四三復刊特別號/ 馬世芳

## 外部連結
- 官方网站
- 九八新聞台的Facebook專頁
- YouTube上的九八新聞台頻道
- 九八新聞台 - Spotify Podcasts 頻道 （页面存档备份，存于）
- 九八新聞台 - Apple Podcasts 頻道 （页面存档备份，存于）
- 九八新聞台 - Sound Cloud Podcasts 頻道 （页面存档备份，存于）